# Ангел Балевски
Ангел Тончев Ба̀левски е български инженер, политик и писател, академик.
Работил главно в областта на технологията на металите, той е дългогодишен ректор на Висшия машинно-електротехнически институт „Владимир Ленин“ (ВМЕИ) в София, председател на Българската академия на науките (БАН) и заместник-председател на Държавния съвет на Народна република България. Изобретател на лятите джанти. 

## Биография
Ангел Балевски е роден през 1910 г. в Троян. Произхожда от същия стар охридски род, от който е и Васил Балевски. През 1929 завършва Трета софийска мъжка гимназия, а през 1934 г. – Немското висше техническо училище в Бърно, Чехословакия. Професионалната си дейност започва като неплатен стажант в Инженерната работилница в София. После минава през фабриките „Чиличена ръка“, „Борис Ташков“, „Електрометал“, „Авгис“.
Балевски е постоянен участник в близкото лично обкръжение на диктатора Тодор Живков, известно като „ловната дружинка“ и действащо като неформален съветнически щаб. Част е от групата, инициирала т.нар. Възродителен процес.

## Научна кариера
През 1945 г. Балевски става извънреден професор в Държавната политехника, където създава и ръководи Катедра „Механична технология и фабрична организация“, преминала след 1953 г. във ВМЕИ. През 1947 г. става редовен професор. От 1955 е член-кореспондент, а от 1967 г. – действителен член (академик) на БАН.
Ангел Балевски е основоположник на българската научна школа по металознание и технология на металите. Прави сполучливи опити за конструиране на машина за горещо пресоване на цветни метали. Разработва оригинален метод за добиване на чугун от български суровини във въртяща се барабанна пещ. Разработва, заедно с Иван Димов, метод за леене с противоналягане, който представлява новост в световната леярска техника и е защитен с над 100 патентни документа за изобретения в България и в чужбина. В негово авторство и съавторство са издадени 7 монографии и университетски учебници.
Избиран за почетен и чуждестранен член на академиите и научните дружества в редица страни и на международни организации като:
- съпредседател на Международната академия на науките в Мюнхен (1988);
- член на Съвета, Пъгуошки конференции за наука и световни проблеми (1971).

## Управленска дейност
Заема редица високи административни постове:
- 1947 – 1952: заместник-ректор на Държавната политехника;
- 1960 – 1961: заместник-председател на Държавния комитет за наука и технически прогрес;
- 1966 – 1968: ректор на ВМЕИ, София;
- 1967: основател и директор на Института по металознание и технология на металите на БАН;
- 1968 – 1988: председател на БАН;
- 1988: почетен председател на БАН;
- 1971 – 1989: член на Държавния съвет на НРБ.

## Памет
На академик Ангел Балевски е наречена улица в квартал „Студентски град“ в София (Карта).

## Книги
Автор на книги с разсъждения, анекдоти и афоризми: „Наука, човек, общество“, „Тревоги“, „Българиада“ и „Настроения“.
С академик Ангел Балевски – на шега и на сериозно. Съст. Иван Пейковски, С., Академично изд. „Проф. М. Дринов“, 2003, 84 с.
“Металознание”, София , Държавно издателство “Техника”, 1988 

## Награди
Носител на най-високи български и чуждестранни награди за приноси към науката и изобретателството, включително:
- Димитровска награда (1951, 1969)
- Два пъти Герой на социалистическия труд на България (указ № 970 от 23 май 1975 и указ № 676 от 14 април 1980)[3][4]
- орден „Георги Димитров“ (1970, 1975, 1980, 1985)
- орден „Кирил и Методий“ II ст. (1957) I ст. (1963)
- Орден „Академични палми“, Франция
- Златен медал „Дизел“, Германия
- Златен медал „Ломоносов“ на Руската академия на науките
- Звание „Народен деятел на науката“ (1971)
- През 1985 г. е удостоен с наградата за перспективен научно-технически принос, присъдена от фондацията „Крьобер“, Хамбург, ФРГ. Със специалния диплом получава награда от 800 000 западногермански марки. Цялата сума акад. Балевски дарява на държавата за развитие на металургията.
- Звание „Доктор хонорис кауза на Техническия университет – София“ (1995)